# Finn Frølich

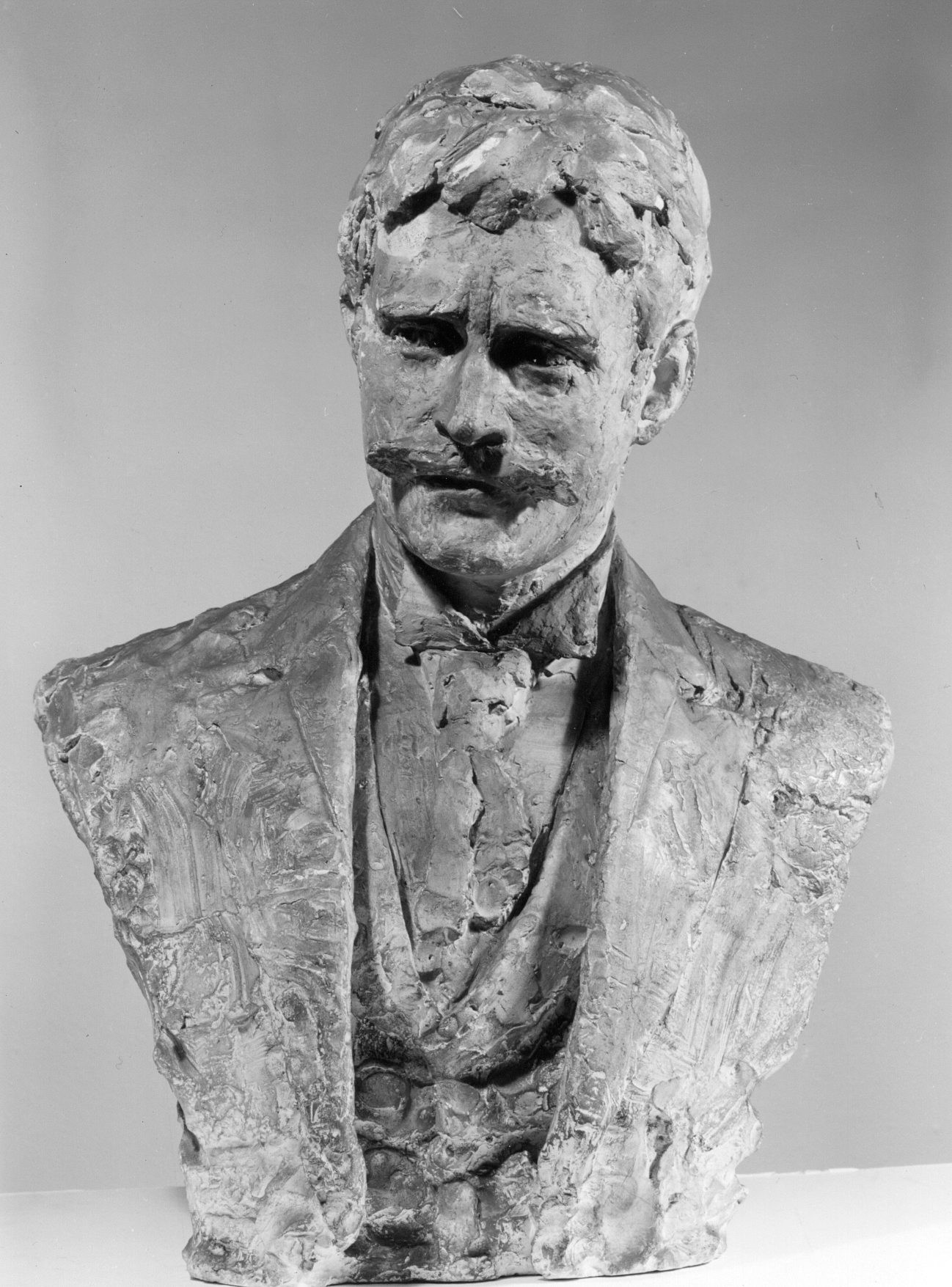
Finn Haakon Frølich: Knut Hamsun, zwischen 1893 und 1896. Nationalmuseum Oslo

Finn Haakon Frølich (* 13. August 1868 in Oslo, Norwegen; † 7. September 1947 in Salinas, Kalifornien) war ein norwegisch-amerikanischer Bildhauer, der vor allem in den Vereinigten Staaten bekannt wurde.

## Leben
Finn Frølich wurde in Oslo geboren und verließ im Alter von neun Jahren sein Elternhaus, um als Seemann zu arbeiten. Mit 14 Jahren war er bereits Zweiter Offizier. 1886, im Alter von 18 Jahren, verließ er sein Schiff in Brooklyn, New York, und begann als Modell für den Bildhauer Daniel Chester French zu arbeiten, der später sein Mentor wurde.
Finn Frølich setzte seine künstlerische Ausbildung an der Art Students League of New York und später an der École nationale supérieure des beaux-arts in Paris fort. Nach seiner Rückkehr in die USA arbeitete er in Seattle, wo er 1909 Direktor für Bildhauerei der Alaska-Yukon-Pacific Exposition wurde. Später ließ er sich in Kalifornien nieder und arbeitete als Bildhauer für die Filmindustrie. In Hollywood gründete er die Frølich's School of Sculpture.

## Werk
Finn Frølichs Werk zeichnet sich durch eine Mischung aus neoklassizistischen und realistischen Elementen aus. Er schuf zahlreiche Skulpturen und Denkmäler, darunter:
- Soldiers’ and Sailors’ Monument (1891): Dieses Denkmal befindet sich in Warren, Massachusetts, und wurde am 4. Juli 1891 eingeweiht. Finn Frølich entwarf die Statue, die von der Firma Everson & Co. aus Rutland, Vermont, hergestellt wurde.
- Spirit of the Pacific (1909): Eine 30 Fuß hohe Statue, die verschiedene Völker des Pazifiks darstellt, geschaffen für die Alaska-Yukon-Pacific Exposition in Seattle.
- Büsten von Edvard Grieg und James J. Hill: Diese Skulpturen befinden sich auf dem Campus der University of Washington und stammen ebenfalls aus der Zeit der Alaska-Yukon-Pacific Exposition.